# Buick Open

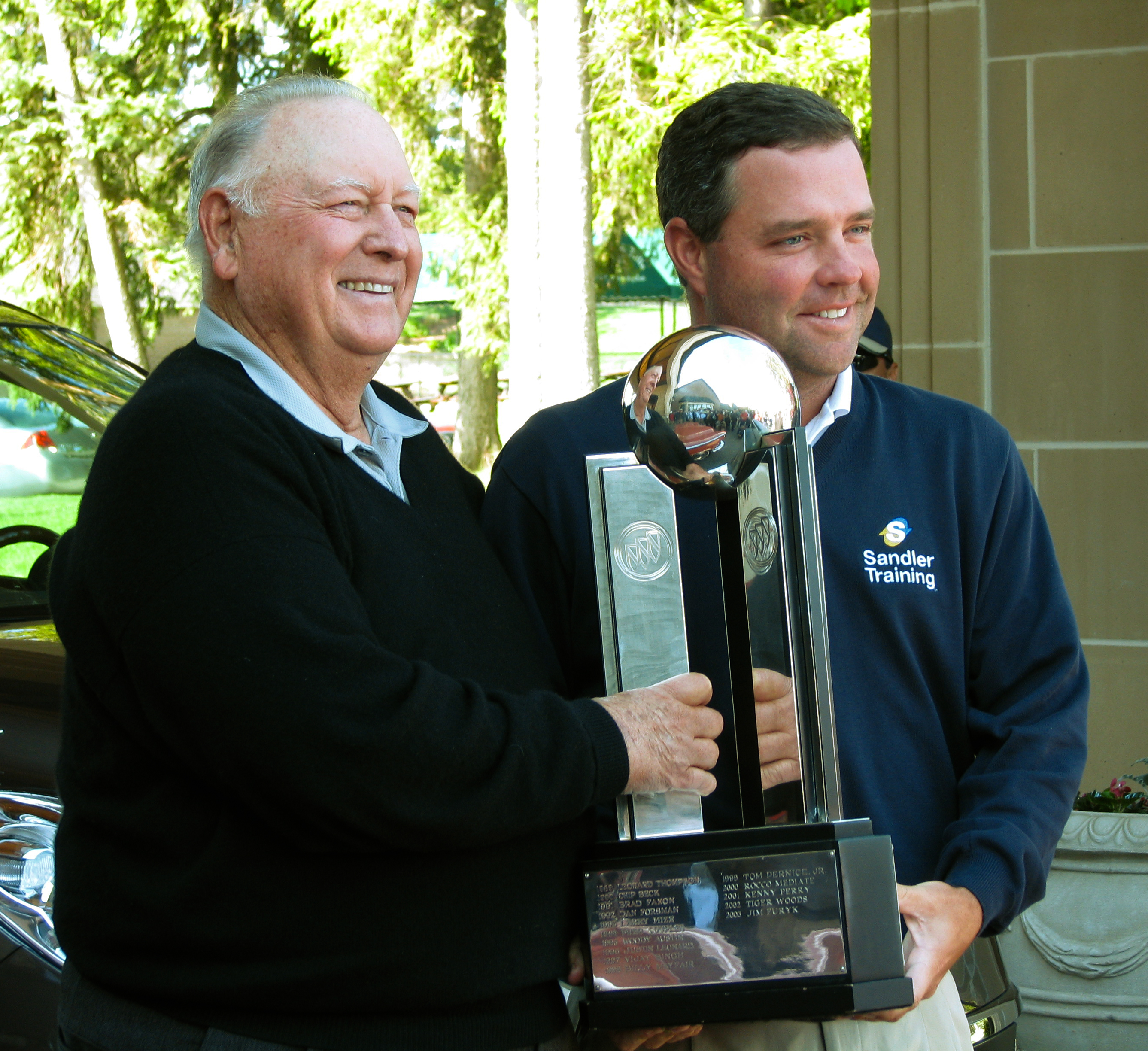
Twee winnaars: links Billy Caspar (1958) en rechts Brian Bateman (2007)

Het Buick Open was een golftoernooi van de Amerikaanse PGA Tour van 1958 tot 2009.
Van 1958 - 1969 en van 1978 - 2009 werd het toernooi gespeeld op de Warwick Hills Golf & Country Club in Grand Blanc, Michigan. In 1970 en 1971 werd het niet gespeeld en werd het vervangen door enkele Pro-Am toernooien. Daarna werd het toernooi opnieuw gespeeld, meestal op de Flint Golf Club in Flint, Michigan, maar tot 1976 telde het niet mee voor de PGA Tour.
Toen de sponsor zich terugtrok, werd het toernooi in 1972 gered door Larry Mancour, een Tour-speler die ook twintig jaar les gaf op Flint en de Grand Blanc Golf Club oprichtte. Hij nodigde spelers en fans uit en kreeg het voor elkaar dat het toernooi in 1977 weer op de agenda van de PGA Tour kwam. Het werd dat jaar nog in Flint gespeeld, daarna verhuisde het toernooi terug naar de Warwick Hills Golf & Country Club.
De laatste toernooien werden gewonnen door 'longhitters' zoals Tiger Woods en Vijay Singh. 
Toen het toernooi in 2009 zijn sponsor verloor en stopte, werd het vervangen door de Greenbrier Classic.

## Winnaars
| Buick Open Invitational - 1958: Billy Casper - 1959: Art Wall - 1960: Mike Souchak - 1961: Jack Burke jr. - 1962: Bill Collins - 1963: Julius Boros - 1964: Tony Lema - 1965: Tony Lema - 1966: Phil Rodgers - 1967: Julius Boros - 1968: Tom Weiskopf - 1969: Dave Hill Vern Parsell Buick Open - 1970 - 1971: niet gespeeld - 1972: Gary Groh * | Lake Michigan Classic - 1973: Wilf Homenuik * Flint Elks Open - 1974: Bryan Abbott * - 1975: Spike Kelley * - 1976: Ed Sabo * Buick Open - 1977: Bobby Cole Buick-Goodwrench Open - 1978: Jack Newton - 1979: John Fought - 1980: Peter Jacobsen Buick Open - 1981: Hale Irwin - 1982: Lanny Wadkins | - 1983: Wayne Levi - 1984: Denis Watson - 1985: Ken Green - 1986: Ben Crenshaw - 1987: Robert Wrenn - 1988: Scott Verplank - 1989: Leonard Thompson - 1990: Chip Beck - 1991: Brad Faxon - 1992: Dan Forsman - 1993: Larry Mize - 1994: Fred Couples - 1995: Woody Austin - 1996: Justin Leonard - 1997: Vijay Singh - 1998: Billy Mayfair | - 1999: Tom Pernice Jr - 2000: Rocco Mediate - 2001: Kenny Perry - 2002: Tiger Woods - 2003: Jim Furyk - 2004: Vijay Singh - 2005: Vijay Singh - 2006: Tiger Woods - 2007: Brian Bateman - 2008: Kenny Perry - 2009: Tiger Woods |

*  Toernooi telde niet mee voor de PGA Tour

## Trivia
- Commentaar van John Daly: "This is a great tournament to play in, it's a beer drinkers tournament."

84 Lumber Classic ·
500 Festival Open Invitation ·
Agua Caliente Open ·
Air Canada Championship ·
Alameda County Open ·
Alcan Open ·
All American Open ·
Almaden Open ·
American Golf Classic ·
Ardmore Open ·
Arlington Hotel Open ·
AT&T Classic ·
Atlanta Open ·
Azalea Open Invitational ·
B.C. Open ·
Bahama's Open ·
Bakersfield Open Invitational ·
Baton Rouge Open Invitational ·
Beaumont Open Invitational ·
Blue Ribbon Open ·
Booz Allen Classic ·
Buick Challenge ·
Buick Open ·
Cajun Classic Open Invitational ·
California State Open ·
Carling World Open ·
Centel Classic ·
Chattanooga Classic ·
Cleveland Open ·
Connecticut Open ·
Coral Gables Open Invitational ·
Coral Springs Open Invitational ·
CVS Charity Classic ·
Dallas Open ·
Danny Thomas-Diplomat Classic ·
Dapper Dan Open ·
De Soto Open Invitational ·
Denver Open Invitational ·
Doral Open ·
Dow Jones Open Invitational ·
Durham Open ·
Eastern Open ·
El Paso Open ·
Empire State Open ·
Esmeralda Open ·
Fig Garden Village Open Invitational ·
Florida Open ·
Fort Wayne Open ·
Frank Sinatra Open Invitational ·
Gasparilla Open ·
Gatlin Brothers-Southwest Golf Classic ·
Ginn sur Mer Classic ·
Chicago Open ·
Glens Falls Open ·
Golden Gate Championship ·
Goodall Palm Beach Round Robin ·
Greater St. Louis Golf Classic ·
Gulfport Open ·
Haig Open Invitational ·
Hale America National Open Golf Tournament ·
Hall of Fame Golf Classic ·
Hershey Open ·
Hesperia Open Invitational ·
Houston Open ·
Indian Ridge Hospital Open Invitational ·
Inverness Invitational Four-Ball ·
Jacksonville Open ·
Kansas City Open ·
Kentucky Derby Open ·
Knoxville Invitational ·
La Gorce Open ·
Labatt Open ·
Liggett & Myers Open ·
Long Beach Open ·
Long Island Open ·
Lucky International Open ·
Maryland Open ·
Massachusetts Open ·
Mayfair Inn Open ·
Memphis Invitational ·
Metropolitan Open ·
Metropolitan PGA Championship ·
Miami Beach Open ·
Miami International Four-Ball ·
Miami Open ·
Michelob Championship at Kingsmill ·
Michigan Golf Classic ·
Milwaukee Open Invitational ·
Milwaukee Open ·
Mobile Sertoma Open Invitational ·
Motor City Open ·
Mountain View Open ·
National Airlines Open Invitational ·
National Celebrities Open ·
National Team Championship ·
New Jersey PGA Championship ·
New Jersey State Open ·
New York State Open ·
North and South Open ·
Northern California Open ·
Oakland Open ·
Ohio Kings Island Open ·
Ohio Open ·
Oklahoma City Open Invitational ·
Oklahoma Open ·
Ontario Open ·
Orange County Open Invitational ·
Oregon Open ·
Pasadena Open ·
Pennsylvania Open Championship ·
Pensacola Open ·
Pepsi Championship ·
Philadelphia Daily News Open ·
Philadelphia Golf Classic ·
Philadelphia Inquirer Open ·
Philadelphia Open ·
Portland Open Invitational ·
Reading Open ·
Rebel Yell Open ·
Rio Grande Valley Open ·
Robinson Open ·
Rubber City Open Invitational ·
Sacramento Open ·
Sahara Invitational ·
Seattle Open Invitational ·
Sioux City Open ·
Southern (Spring) Open ·
St. Paul Open ·
St. Petersburg Open Invitational ·
Sunset-Camellia Open Invitational ·
Sunshine Open Invitational ·
Tacoma Open ·
The International ·
Thomasville Open ·
Thunderbird Classic ·
Thunderbird Invitational ·
Tournament of the Gardens Open ·
Tucson Open ·
Turning Stone Resort Championship ·
US Bank Championship in Milwaukee ·
US Professional Match Play Championship ·
Utah Open ·
Virginia Beach Open ·
Virginia Open ·
Waco Turner Open ·
Walt Disney World Golf Classic ·
West End Classic ·
West Palm Beach Open Invitational ·
Westchester Open ·
Western Open ·
White Sulphur Springs Open ·
Wisconsin State Open ·
World Championship of Golf ·
Yorba Linda Open Invitational